# Харт, Даг
Даглас Уэйн Харт (англ. Douglas Wayne Hart, 6 июня 1939, Форт-Уэрт, Техас — 1 января 2020, Миннеаполис, Миннесота) — профессиональный американский футболист, корнербек и сэйфти. Выступал в НФЛ в составе «Грин-Бэй Пэкерс» с 1964 по 1971 год. Трёхкратный победитель чемпионата НФЛ, двукратный победитель Супербоула.

## Биография

### Ранние годы
Даглас Уэйн Харт родился 6 июня 1939 года в Форт-Уэрте в Техасе. В 1957 году он окончил школу Хэндли и в течение двух лет занимался укладкой ковров, посещая вечерние занятия в колледже Наварро в Корсикане. В 1959 году Харт поступил в Техасский университет в Арлингтоне. Он успешно прошёл просмотр в его футбольной команде и получил право на спортивную стипендию.

### Профессиональная карьера
В 1963 году Харт не был выбран на драфте. Ему предложили приехать на просмотр в «Питтсбург Стилерз», «Даллас Тексанс» и «Сент-Луис Кардиналс». Он выбрал последних, но в основной состав пробиться не смог и был отчислен до начала сезона. Позже главный тренер «Грин-Бэй Пэкерс» Винс Ломбарди предложил ему место в резервном составе команды. Харту платили 500 долларов в неделю и позже он вспоминал, что столько денег он не видел никогда в жизни.
В резервной команде «Пэкерс» он провёл год. Перед стартом сезона 1964 года Дага перевели в основной состав. Он провёл его в статусе третьего корнербека команды после Джесси Уиттентона и Херба Эддерли. Ещё через год, когда Уиттентон завершил карьеру, а Боб Джитер получил травму, он занял место основного правого корнербека. В играх регулярного чемпионата 1965 года Харт сделал четыре перехвата. В матче десятой недели против «Миннесоты» он занёс 20-ярдовый тачдаун на возврате фамбла. В плей-офф «Пэкерс» выиграли у «Балтимора», а в финале обыграли «Кливленд Браунс» со счётом 23:12. Во второй четверти финального матча Даг получил травму и был заменён.
Перед началом сезона 1966 года Джитер вернул себе место в стартовом составе, а Харт снова оказался третьим корнербеком «Пэкерс». Его игровое время сократилось и в регулярном чемпионате он сделал только один перехват. В матче с «Атлантой» Даг перехватил бросок квотербека Денниса Клариджа и занёс 40-ярдовый тачдаун, установив окончательный счёт 56:3. «Пэкерс» второй раз подряд выиграли чемпионат НФЛ, после чего в первом в истории матче между победителями Национальной и Американской футбольной лиг одержали победу над «Канзас-Сити Чифс» 35:10. Позднее этот матч получил название Супербоул I. В финале Харт внёс заметный вклад в действия защиты «Грин-Бэй», остановившей пасовое нападение соперника.
В 1967 году команда снова добилась успеха, в Супербоуле II обыграв «Окленд Рэйдерс» со счётом 33:14. По ходу этого сезона Харт выполнял роль дублёра Боба Джитера. Этот чемпионский титул стал последним в его карьере. В 1968 году Винса Ломбарди на посту главного тренера команды сменил Фил Бенгтсон. При нём Даг начал выходить на поле не только корнербеком, но и сэйфти. В том сезоне он отличился одним перехватом в заключительном матче против «Чикаго Беарс». 
Перед стартом чемпионата 1969 года состав «Пэкерс» покинул ряд ветеранов и Харт занял место стартового стронг-сэйфти. В играх сезона он сделал три перехвата и набрал рекордные для себя 156 ярдов на возвратах. Больше половины из них пришлось на 85-ярдовый тачдаун в игре с «Вайкингс». В последующие два года Даг сделал ещё пять перехватов. Два из них тоже закончились тачдаунами.
В 1971 году на пост главного тренера «Пэкерс» был назначен Дэн Дивайн. Он планировал строить команду при помощи задрафтованных новичков, обменяв последних игроков, выступавших ещё при Ломбарди. Не стал исключением и Харт. Этот чемпионат стал для него последним в профессиональном футболе. Всего за свою карьеру в «Пэкерс» Даг сыграл в 112 матчах регулярного чемпионата, сделал пятнадцать перехватов и занёс пять тачдаунов в защите. На момент его ухода это был четвёртый результат в истории клуба.

### После завершения карьеры
Закончив играть, Харт добился определённых успехов в бизнесе. Он занимался продажей снегоходов, производством туалетных кабинок, управлял текстильной фабрикой и работал рыболовным гидом. После выхода на пенсию он проживал в Миннесоте, проводил время со своими тремя детьми, играл в гольф и рыбачил.
Даг Харт скончался 1 января 2020 года в возрасте 80 лет от осложнений болезни Альцгеймера.